# Zygmunt Bohusz-Szyszko
Zygmunt Bohusz-Szyszko, poljski general, * 1893, † 1982.